# Anders R. Öhman
Anders Ragnar Öhman, född 10 september 1925 i Engelbrekts församling i Stockholm, död 9 maj 2020 i Danderyd, var en svensk advokat och musikkännare.
Öhman avlade en jur.kand. vid Stockholms universitet 1950 och anställdes vid Adolf Öhmans advokatbyrå samma år. Han blev ledamot av Sveriges advokatsamfund och delägare i advokatbyrån 1955 och sedermera delägare i Advokatfirman Vinge från 1984. Han var lärare vid Grafinstitutet 1953–1962, vid Statens polisskola 1958–1963 och biträdande Notarius publicus 1958–1966.
Öhman var musikmedarbetare i Svenska Dagbladet 1949–1970, i Orkesterjournalen 1949–1977 och grundare och vd för grammofonbolaget Dictum-Phontastic AB från 1975. Han invaldes som ledamot av Kungliga Musikaliska Akademien den 11 oktober 1984 och var akademiens preses 1989–1998.
Han var 1962–2017 ledamot av Samfundet De Nio, där han efterträdde Hjalmar Gullberg på stol nr 3 och innehavare av Vasaorden.
Anders Öhman var vän och rådgivare till Astrid Lindgren.

## Priser och utmärkelser
- 1984 – Ledamot nr 856 av Kungliga Musikaliska Akademien
- 1993 – H.M. Konungens medalj, 12:e storleken med Serafimerordens band
- 1998 – Medaljen för tonkonstens främjande
- 1998 – Riksförbundet Svensk Jazz's utmärkelse Basisten